# Oda Krohg

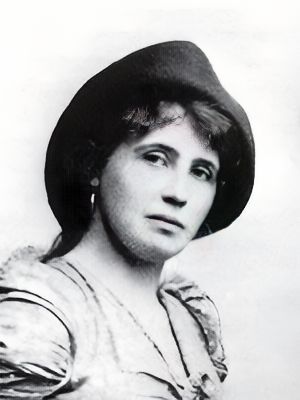
Oda Krohg (Tønsberg 1891)

Oda Krohg [Uːda Kroːg], eigentlich Othilia Pauline Christine Krohg (geb. Lasson, in erster Ehe Engelhardt; * 11. Juni 1860 in Åsgårdstrand; † 19. Oktober 1935 in Oslo), war eine norwegische Landschafts- und Porträtmalerin.

## Familie
Othilia Pauline Christine, genannt Oda, war die zweite Tochter des Regierungsadvokaten Christian Otto Carl Lasson (1830–1893) und seiner Ehefrau Alexandra Cathrine von Munthe af Morgenstierne (1842–1925). Ihre Großmutter mütterlicherseits, Anastasia Sergiewna Soltikoff, war eine russische Prinzessin. Oda wuchs in einem konservativ-liberalen Elternhaus auf, zusammen mit acht Schwestern und zwei Brüdern. Mehrere ihrer Geschwister wurden auch Künstler und Künstlerinnen: 
- Peder Carl (genannt Per, 1859–1883) war Komponist;
- Alexandra (1862–1955) war Kunsthandwerkerin und Schriftstellerin (verheiratet mit dem Maler Frits Thaulow);
- Caroline (genannt Bokken, 1871–1970) war Sängerin und Kabarettistin.

Die Schwester Sophie Elisabeth (genannt Soffi, 1873–1917) war mit dem Maler und Dichter Holger Drachmann verheiratet.

## Leben

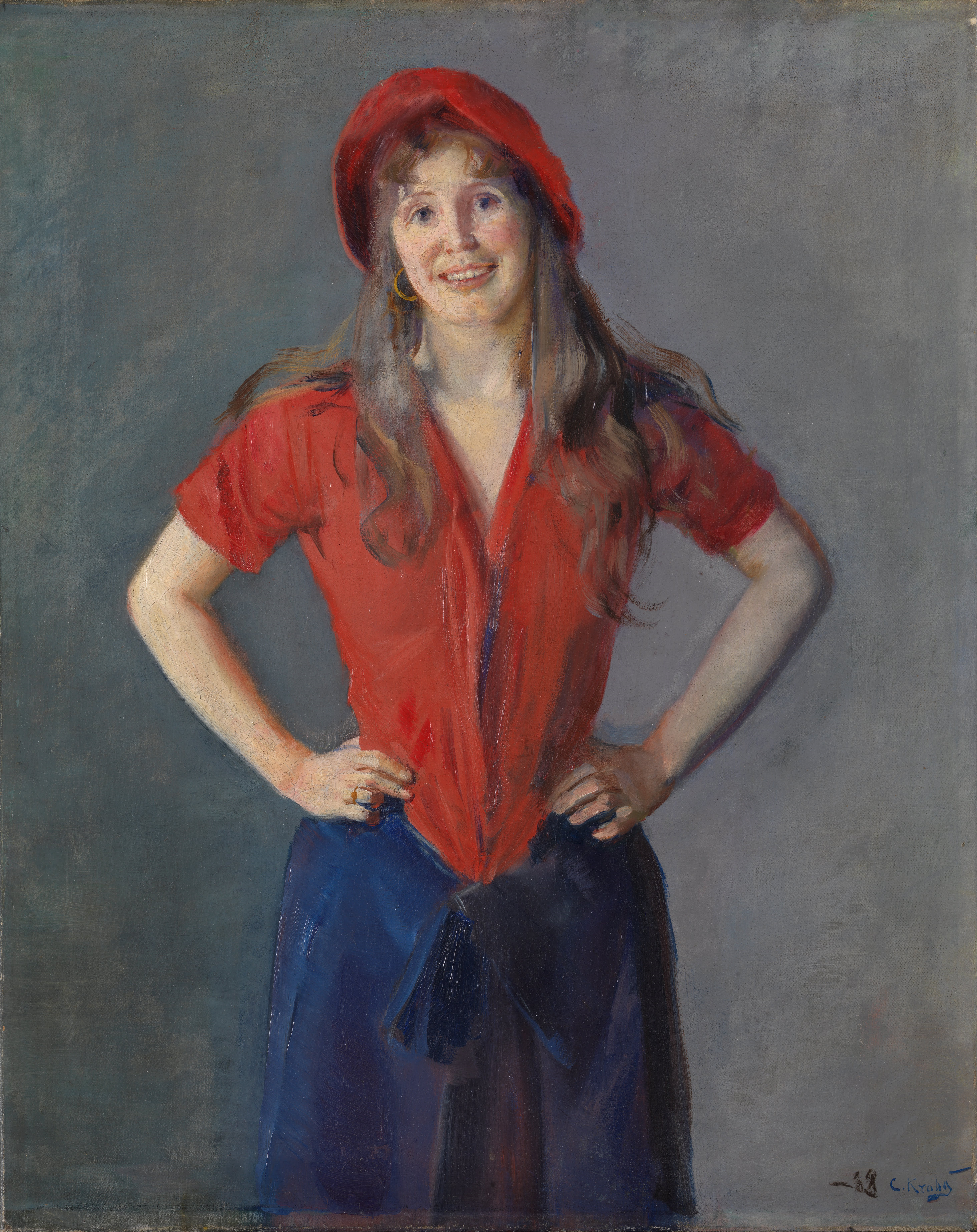
Christian Krohg: Porträt von Oda Krohg, Öl auf Leinwand (1886)

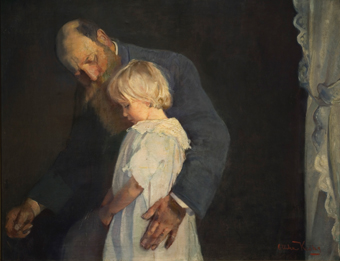
Oda Krohg: Ihr Ehemann Christian mit der gemeinsamen Tochter Nana, Öl auf Leinwand (1891)

Im Jahr 1881 heirateten Oda Lasson und der Unternehmer Jørgen Engelhardt (1852–1921). Der Ehe entstammten zwei Kinder. Sie merkte aber bald, dass sie das Leben nicht führen wollte und trennte sich nach zweijähriger Ehe. Oda Engelhardt bezog eine eigene Wohnung und wurde Schülerin bei dem Maler Erik Werenskiold und später bei Christian Krohg. Die Malerei und das Leben mit den Künstlern bestimmten fortan ihren weiteren Weg. Zusammen mit Hans Jæger und Christian Krohg war sie eine zentrale Figur der Künstler-Bohème in Kristiania und galt als Prinzessin der Bohème. Zu der Gruppe von Künstlern gehörten unter anderem auch Kalle Løchen, Jappe Nilssen und Gunnar Heiberg. 
Im Oktober 1888 heiratete sie ihren früheren Lehrer Christian Krohg. Aus der gemeinsamen Verbindung gingen zwei Kinder, Nana (1885–1974) und Per (1889–1965), hervor. Den Sommer 1889 verbrachte sie zusammen mit ihrem Ehemann und Edvard Munch in Aasgaardsstrand am Oslofjord. Eine unglückliche Liebesaffäre von Jappe Nilssen und Oda Krohg zwei Jahre später inspirierte Munch zu den Bildmotiven Melancholie und Zwei Menschen. Die Einsamen.
In den 1890er Jahren zog die Familie Krohg nach Berlin. 1901 ging Oda Krohg auf Studienreise nach Frankreich, wo sie später im Pariser Künstlerviertel Montparnasse ein Atelier hatte. Innerhalb kürzester Zeit machte sie einige Bekanntschaften mit namhaften Künstlern der Stadt, darunter Henri Matisse. Im Jahr 1903 stellte Krohg im Salon de Paris aus. Ein Jahr darauf fand ihre erste Ausstellung in der Salon d’Automne statt, an der sich Krohg bis 1909 regelmäßig beteiligte. In dieser Zeit ging sie eine Liebesbeziehung mit dem Dichter und Kunstkritiker Jappe Nilssen ein. Krohg trennte sich von ihm und kehrte zu ihrem Mann zurück. Wenig später zogen sie zurück nach Oslo.
Oda Krohg starb am 19. Oktober 1935 in Oslo an den Folgen einer Grippe und wurde auf dem Friedhof Vår Frelsers Gravlund bestattet.